# Cuisine guinéenne
La cuisine guinéenne est une cuisine d'Afrique de l'Ouest qui s'appuie traditionnellement sur les céréales et les tubercules, tels que le fonio, le manioc, l'igname et le taro, mais le riz, apparu plus tard, est devenu l'aliment de base de la majorité des Guinéens.

## Historique
Le manioc arrive dans le golfe de Guinée à la fin du 16e siècle.

## Description
La cuisine traditionnelle guinéenne se compose généralement de céréales et de racines comme des tubercules, avec des légumes, de la viande et du poisson. Le fonio blanc est un féculent largement répandu dans la Région du Fouta. Cette céréale est très digeste et adaptée aux personnes sensibles au gluten. Peu d'eau est nécessaire à sa culture. Le riz, le maïs et la manioc sont présents.
L'igname, le taro, la patate douce et la pomme de terre, dont la variété «belle de Guinée», composent également les plats principaux. La banane plantain, largement cultivée en Guinée forestière, est également consommée partout .

## le pain

### Le Pain traditionnel

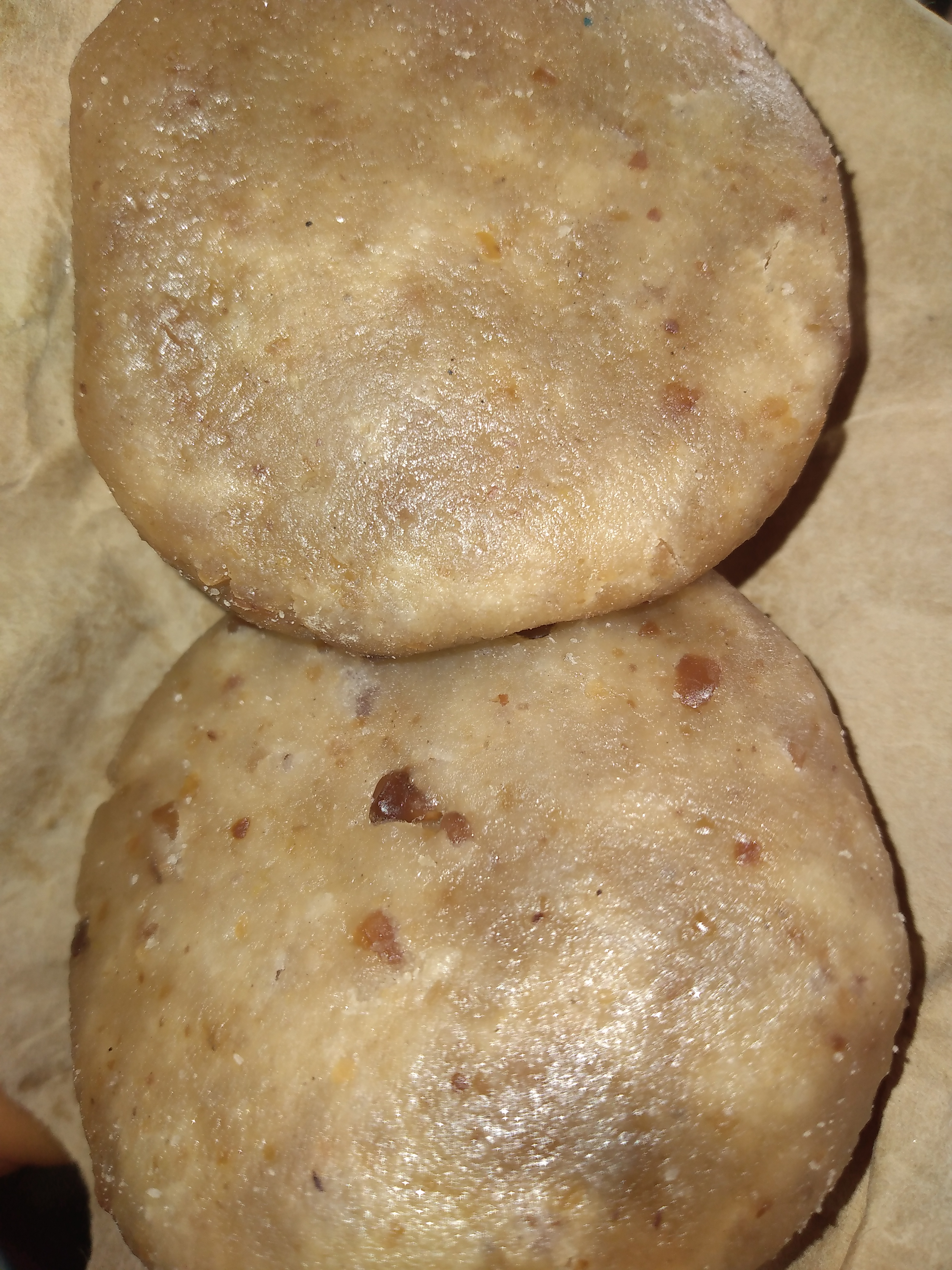
Pain Baga

Le pain traditionnel, fait à base de grain de riz, de miel et de sucre, est généralement consommé pendant les cérémonies (baptême , dote…) ou encore lors des sacrifices[Quoi ?] . Ce pain est toujours accompagné de noix de cola pendant le partage.
Les différentes communautés ont leur propre manière de faire le pain traditionnel.
Par exemple, la communauté Baga en basse Guinée utilise du riz, de l'arachide et du sucre ,le tout mélangé dans un mortier pour donner une substance dure et ferme à la fois.

## Tapalapa
Originaire du Sénégal bien qu’il soit très populaire en Gambie, le tapalapa est l’un des aliments le plus consommé en République de Guinée. Il est préparé à partir d’un mélange de farines de blé et de millet, auquel on ajoute de la farine de maïs jaune, ainsi que de la farine de cornille (niébé). Il ressemble à la baguette française à l’extérieur mais est quelque peu différent . Ce pain est à l’origine un pain de brousse qui a une histoire assez ancienne chez les gens de la brousse et qui a été remis à la mode ces dernières années,.

## Boisson
- Le BISSAP (ou Oseille de Guinée):

Appelée Bissap le nom donné en wolof sénégalais ou Karkadé est une recette traditionnelle d'Afrique, une infusion de fleurs d’hibiscus sabdariffa qui appartient à la famille des Malvaceae (ou Malvacées) .
Originaire de Guinée, cette boisson populaire s’est peu à peu étendu dans d’autres régions d’Afrique, tels que le Mali, le Sénégal, le Burkina Faso ou encore le Bénin , et dans de nombreux pays du monde comme Mexique,.
- Jus de Gingembre (Djindjan) est une boisson profondément réchauffant, tout aussi rafraîchissant et revigorant, à base de gingembre, de jus d’orange, de citron et de sucre…[9]
- jus de fruit du baobab ( kirri yé)
- jus de larré (larré yé)

boisson consommer dans beaucoup de pays de l' Afrique de l’Ouest pendant la saison des pluies, mélangées avec de l’eau et du sucre, ou encore du piment les pulpes donnent un délicieux jus.

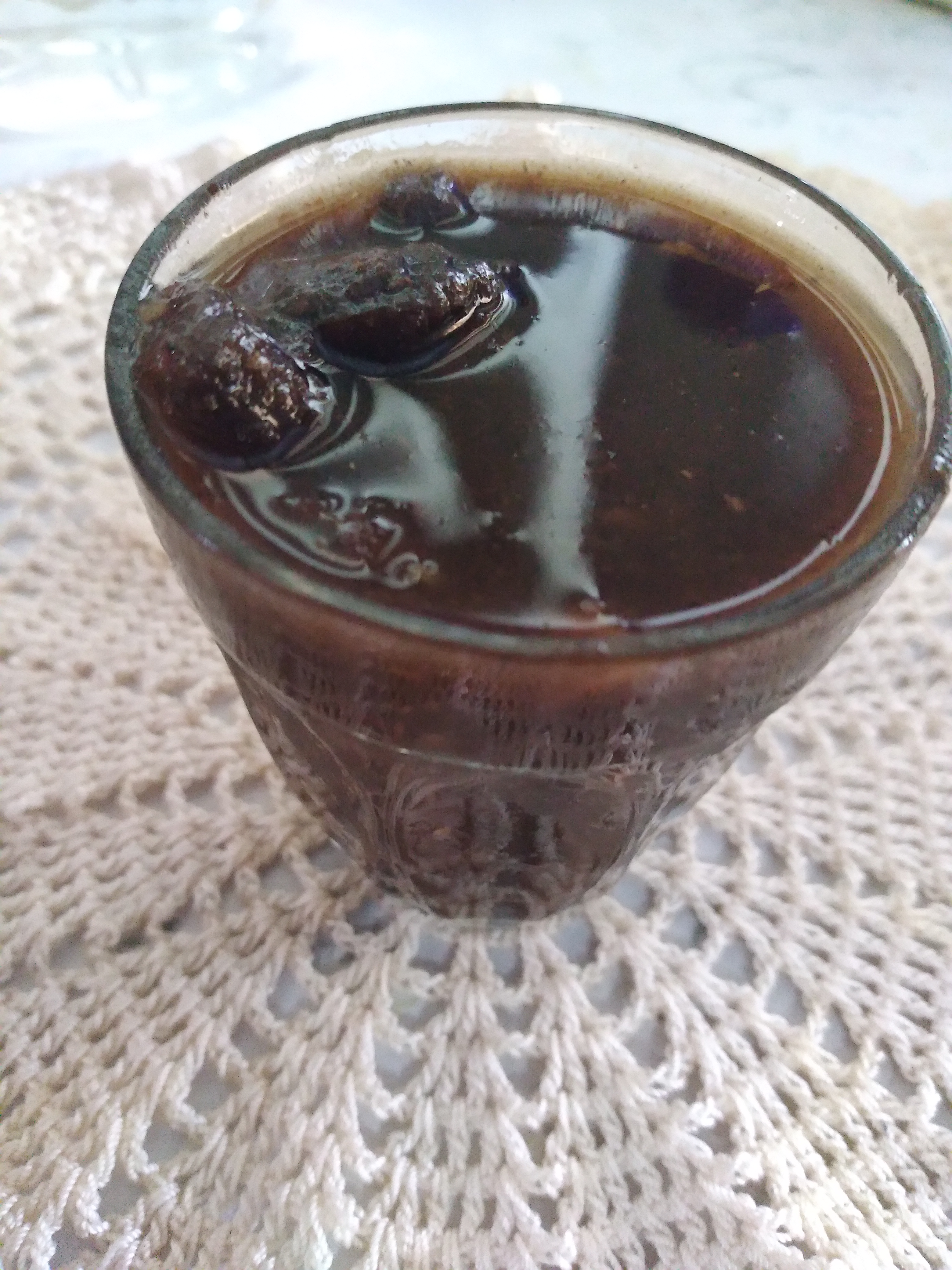
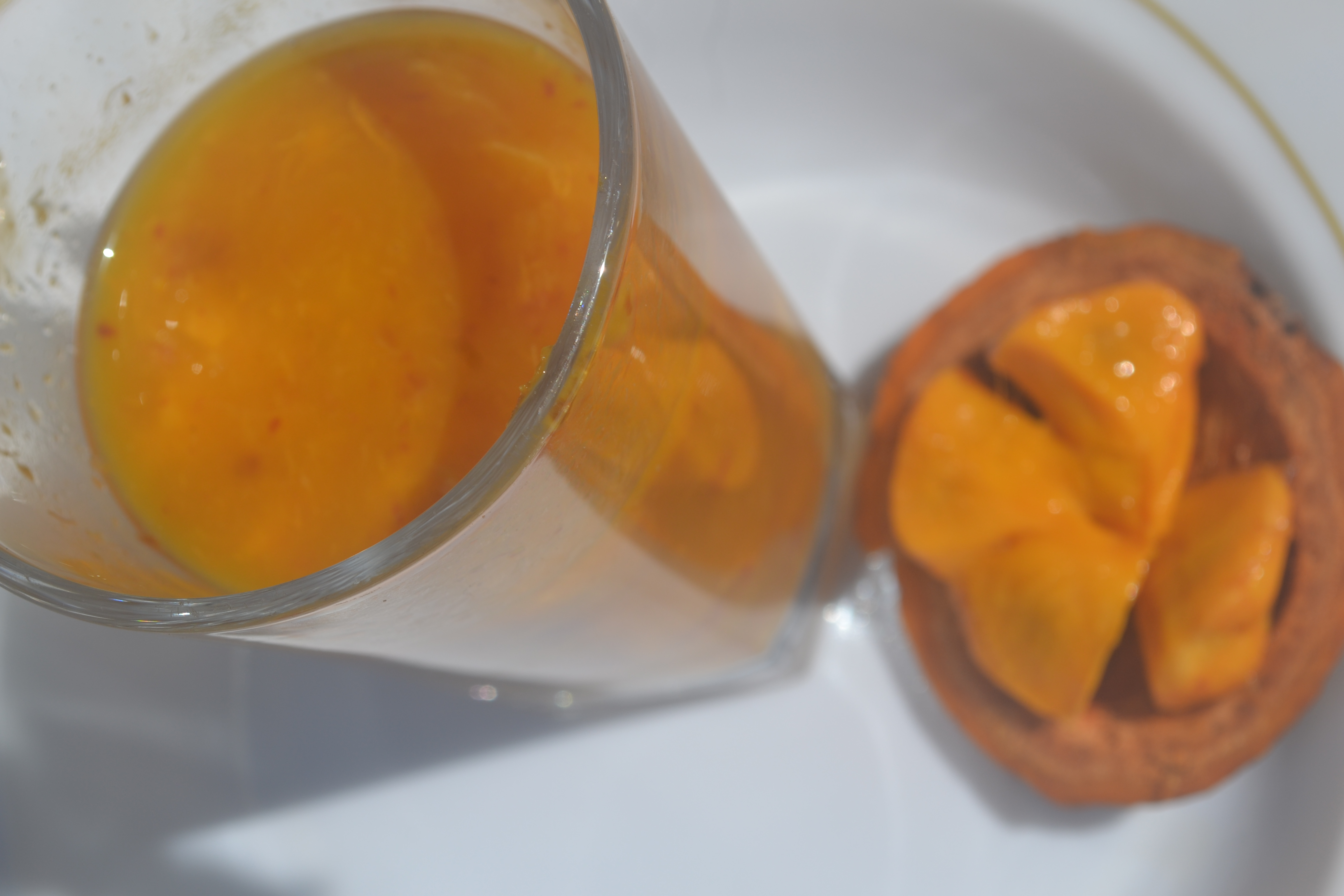
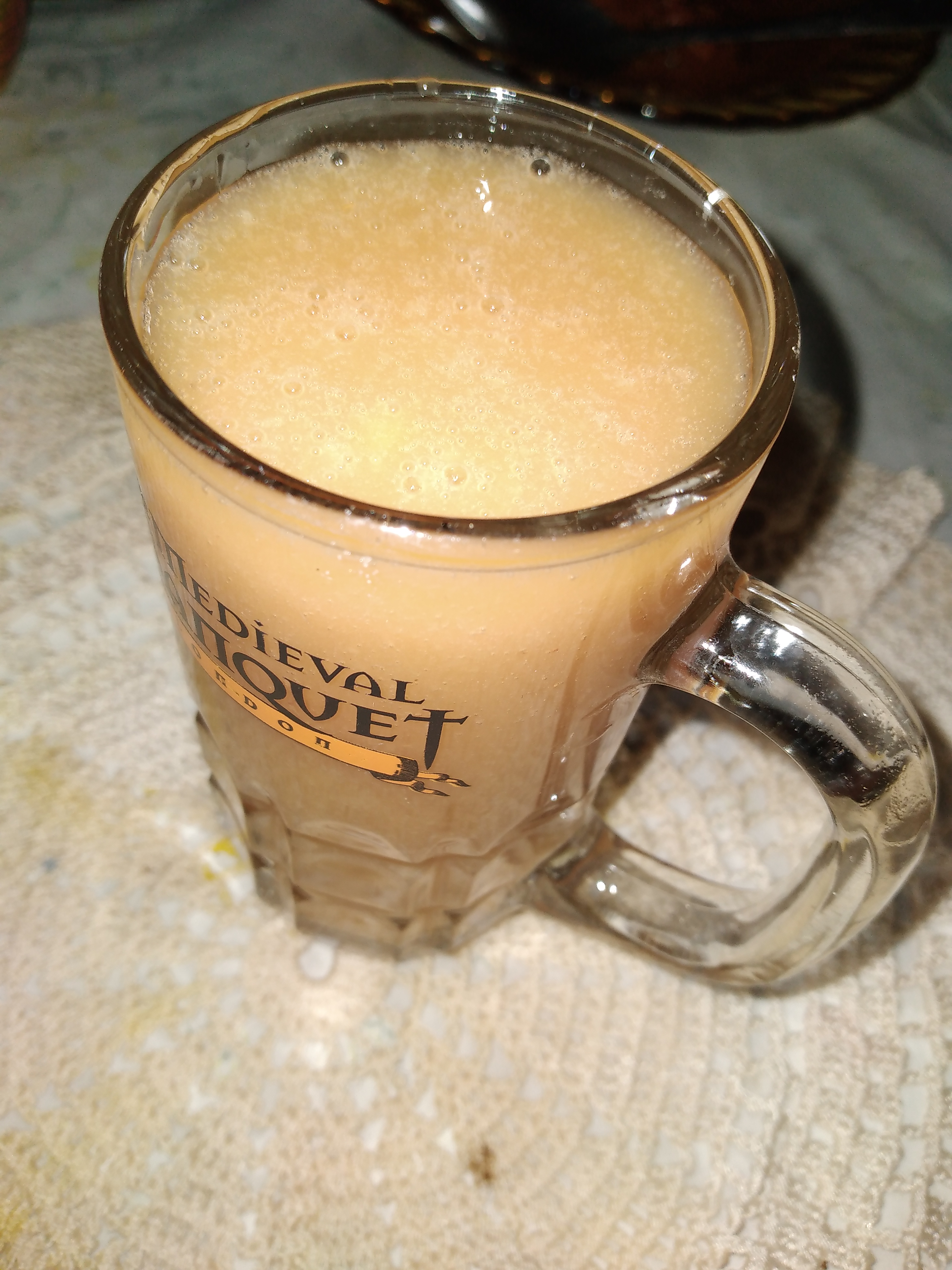

## Recettes régionales
La gastronomie locale guinéenne varie d’une région à une autre, et comporte différents plats provenant des différentes ethnies. Elle est diverse et variée, avec pour base le riz, le maïs, le manioc et le fonio qui se consomment de différentes façons, avec une diversité de sauces selon les goûts et les préférences : feuilles de manioc, feuilles de patate douce, feuilles d’épinard, poudre de gombo ou gombo frais, pâte d’arachide, soupe avec viande, poisson ou poulet.

## Basse Guinée
La basse Guinée est connue pour ces plats typiques : 
Yétinsé à base de poisson (frais / fumé) de poulet, ou encore de viande cuite dans un ragoût de légumes et de tubercules, il comprend de l’aubergine, de la tomate, de la carotte ainsi que du manioc. Ce plat est servi avec du riz aux gombos.
Konkoé : à base du poisson fumé Konkoé qui a donné son nom au plat. C'est généralement une sauce tomate mais la version sauce arachide est tout aussi délicieuse. C'est le plat le plus prisé en Guinée. 
Sauce graine faite à partir du grain de palme, appelée aussi sauce Gbontoè en soussou, 
Sauce de feuilles de patate douce : mélange de feuilles de patate douce mariées au poisson fumé et à l’huile de palme (wouré bourakhè, en soussou).
La Sauce de gombo (localement appelée Souleingni borè) est un mélange de gombo, d'épice mariées avec du poisson fumé ou frais.
La Sauce de feuilles de manioc (taadè, en soussou) est une recette à base de feuilles de manioc mixées et accompagnées de pate d'arachide, de gombo, d'épices, et de poisson fumé.
Riz gras guinéen, c'est une version du tchieb du Sénégal, souvent servi lors des cérémonies dans cette région. 
Ragoût de mangue : un ragoût fait avec des mangues (pas très mûres) et du poisson fumé bonga, des fruits de mer dans une sauce tomate... Un vrai régal 

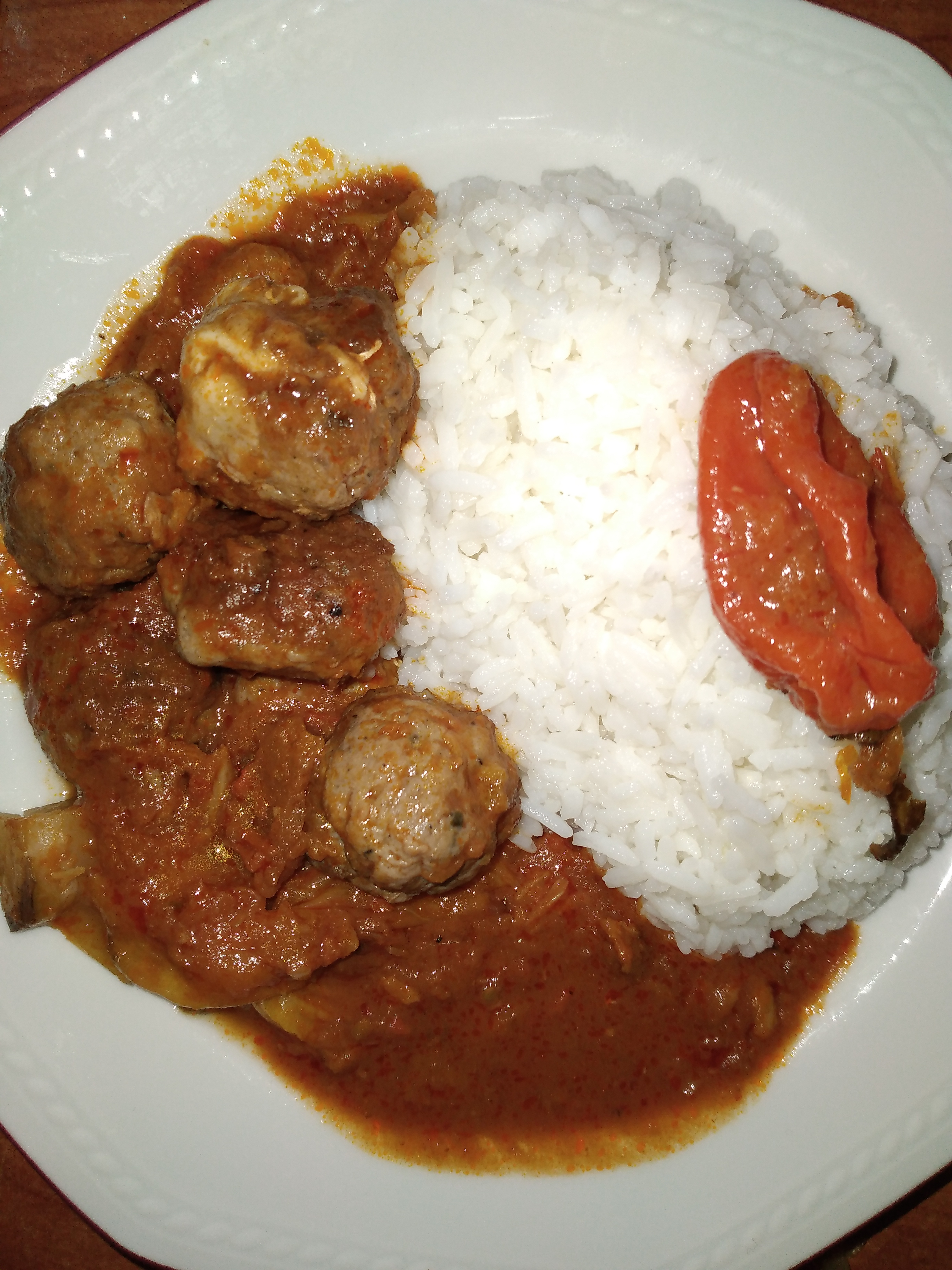
Bantoui borai
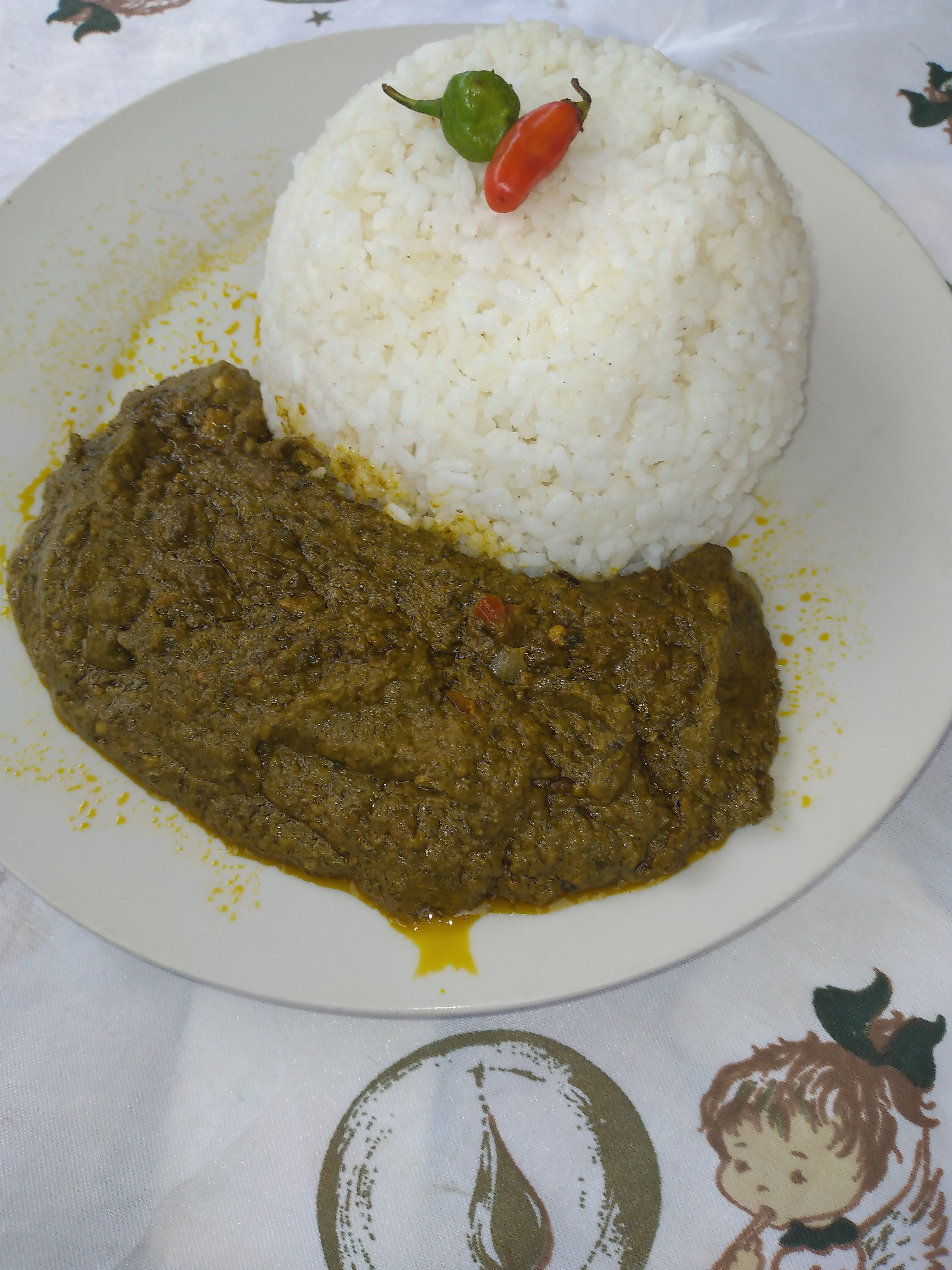
Taidai bontai
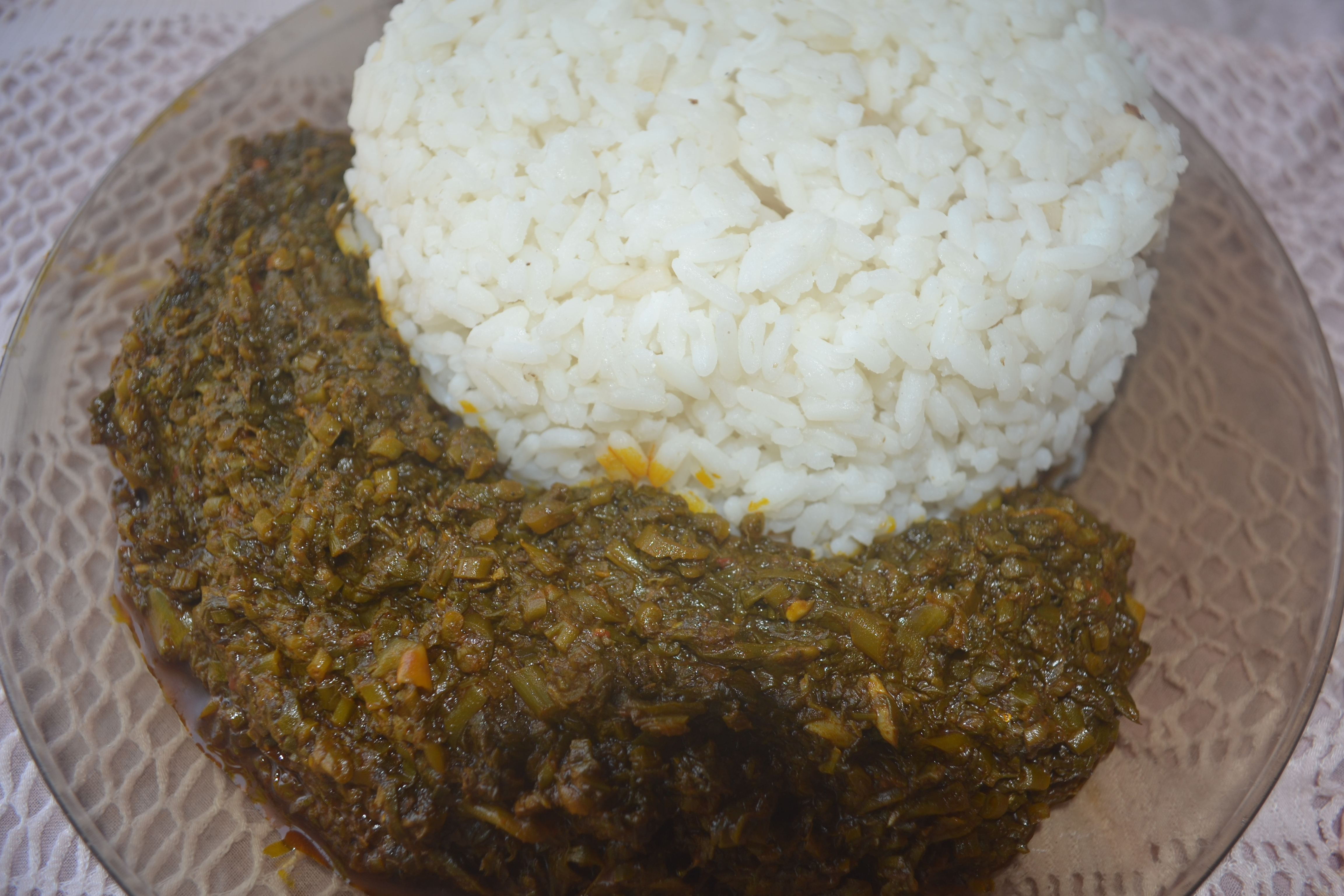
Wouré bourohai
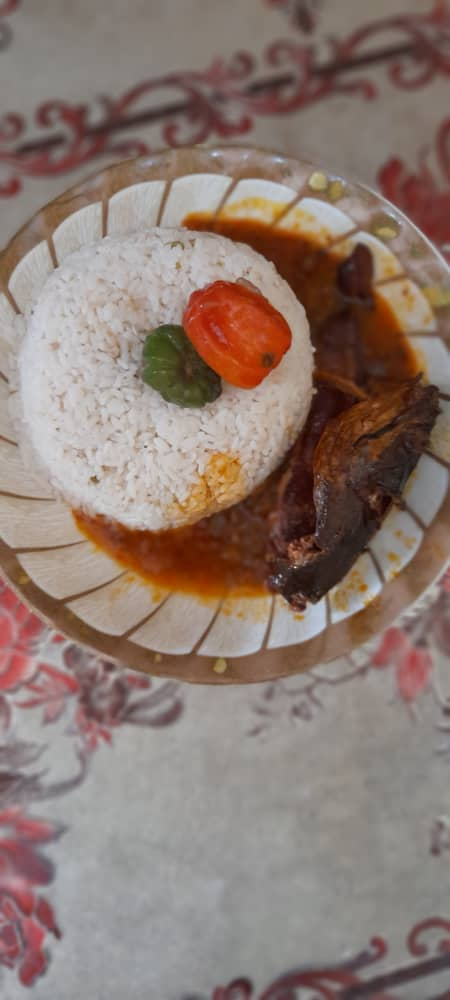
Konkoé boré

## Moyenne Guinée
Le Fouta djalon, en Moyenne Guinée, utilise du lait qui est à la base de l’alimentation traditionnelle des Peuls, majoritaire sdans cette partie de la Guinée.
Le Latchiri Kössan est une recette à base de maïs accompagné du lait caillé. Il est fabriqué avec du lait frais immédiatement après la traite des vaches. Cette spécialité est indispensable dans les cérémonies de célébrations familiales (baptême, mariage)…
Le Foutti Fogne, plat originaire du Fouta, est un des plats principaux de cette région. Il se consomme généralement le soir avec un mélange de légumes. Il peut aussi être accompagné avec de la sauce d’arachide.

Le Ketoun ou ragoût de tubercules est une spécialité typique du Futa Jallon. Ce mélange de tubercules (manioc, patate et taro) accompagné de poisson fumé et/ou de mangues pendant la saison a un goût très sucré . C'est le plat les plus consommé de la région.

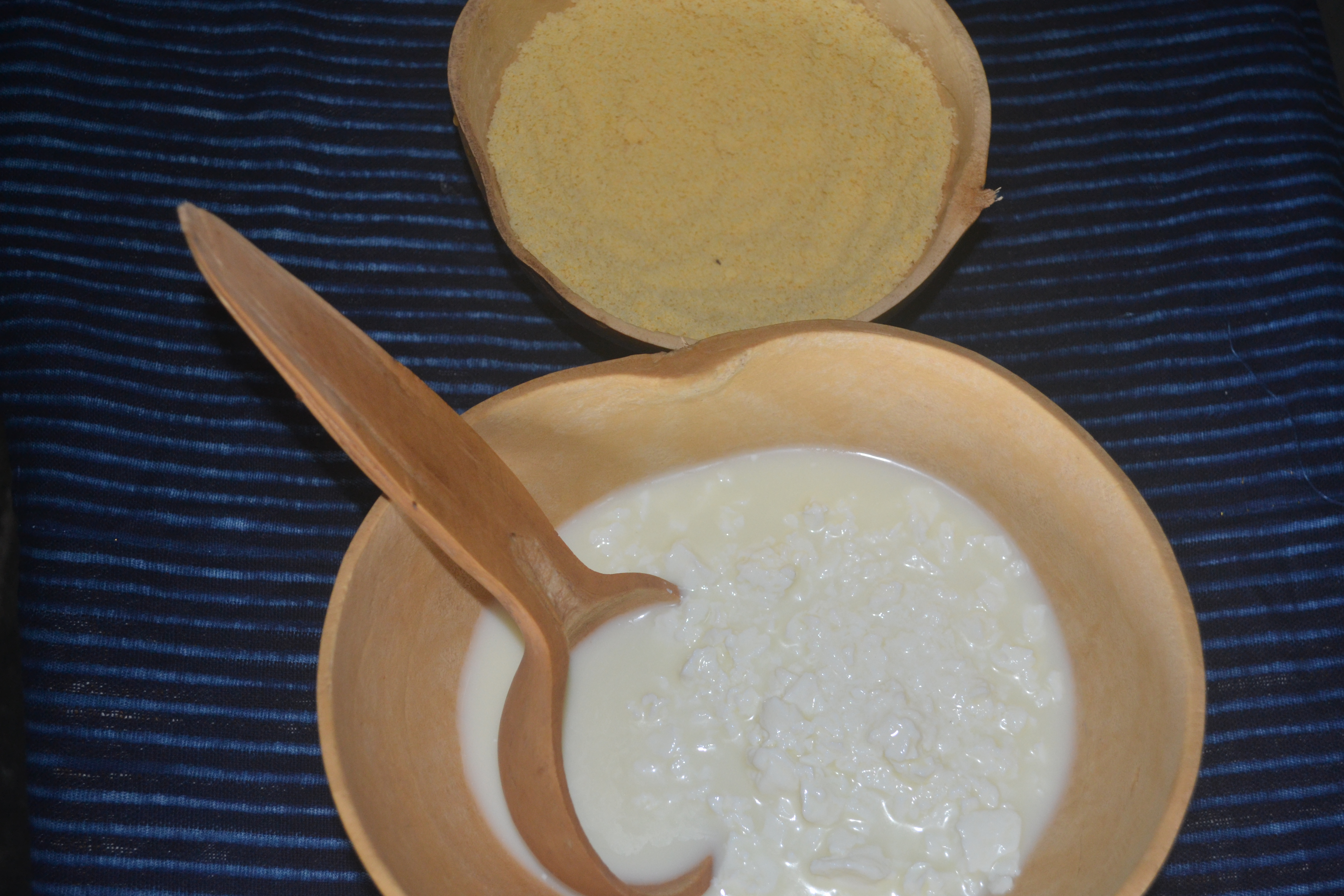
Lakiri kossan
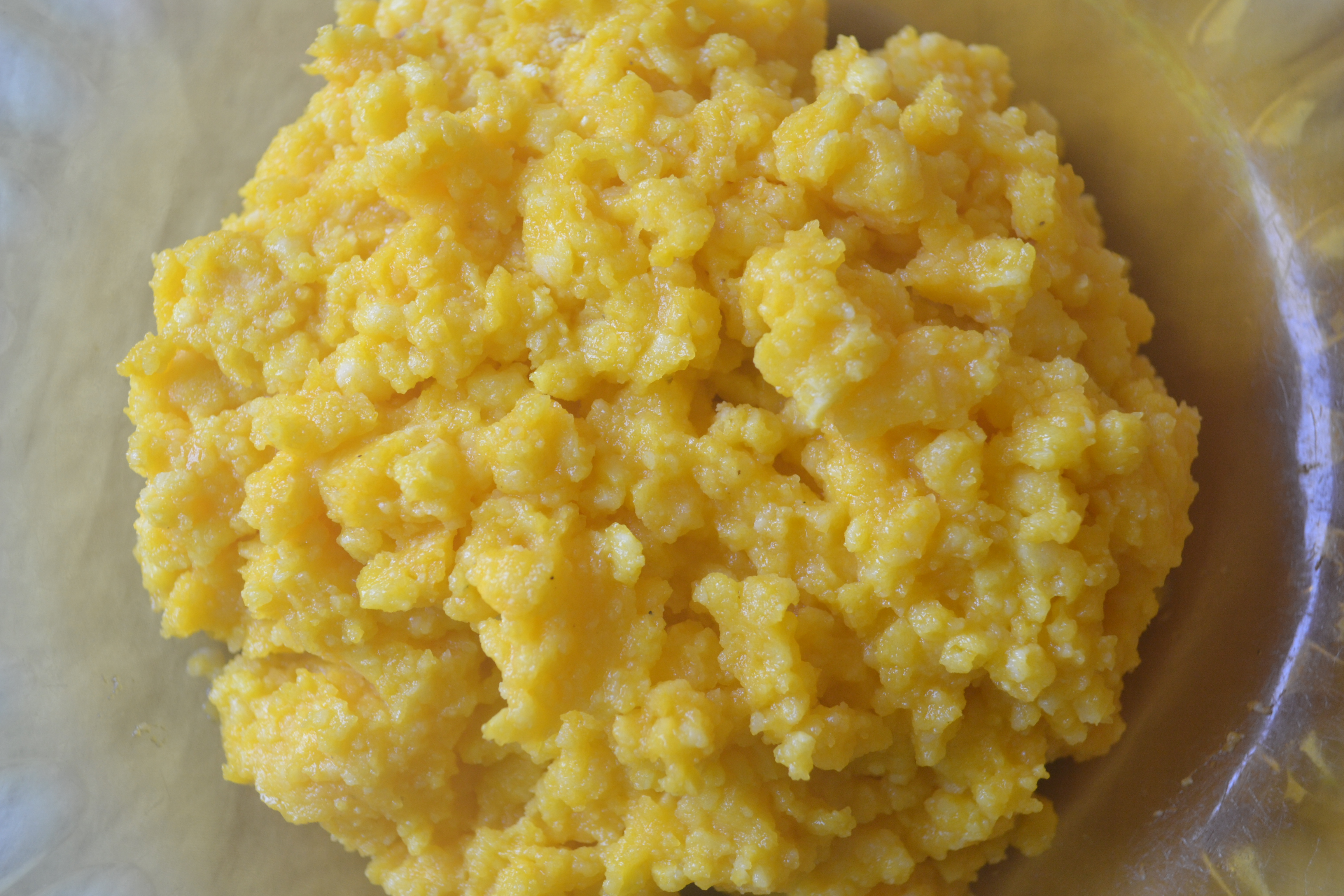
Dapa
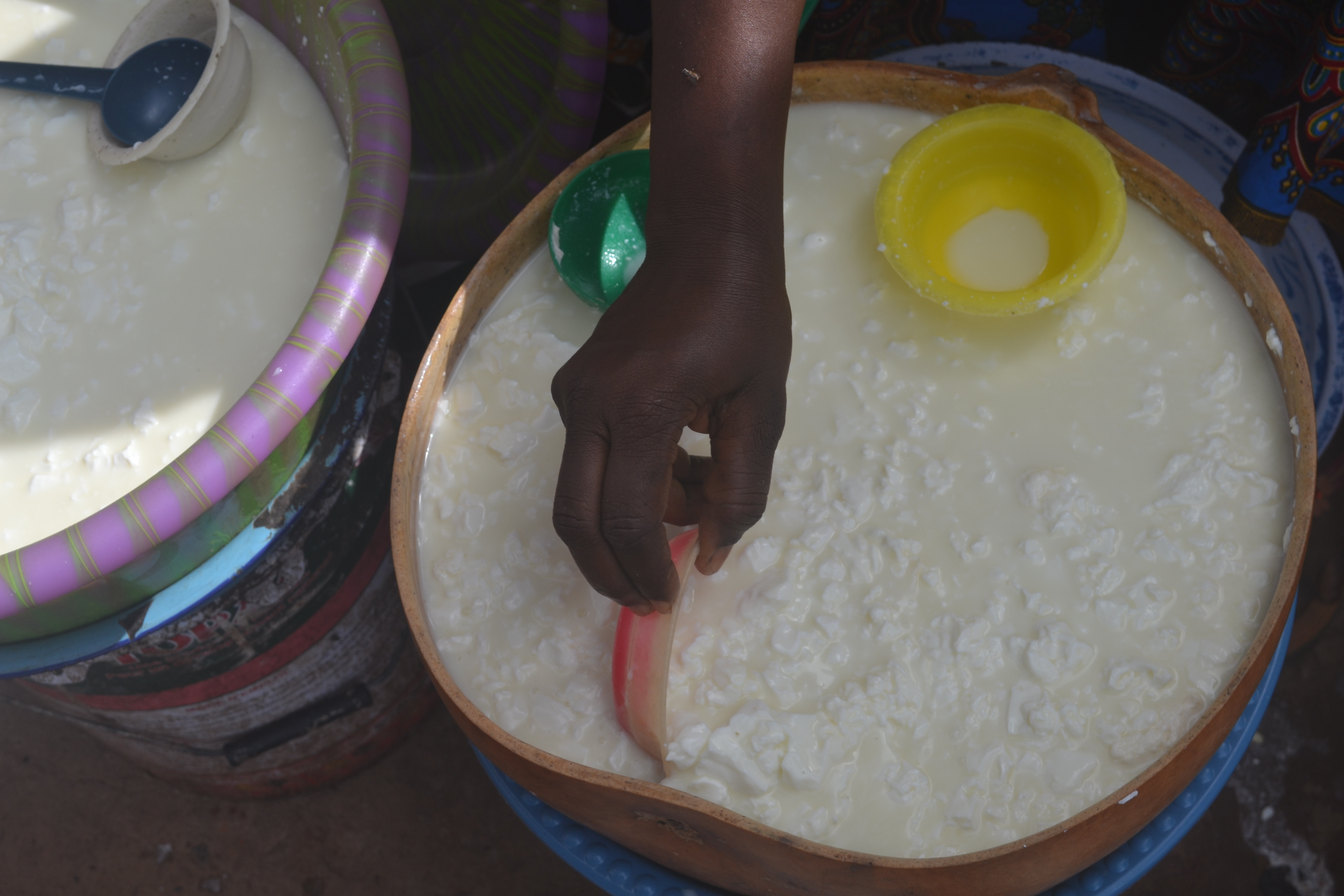
Kossan

## Haute Guinée
En Haute Guinée, on trouve le Tô, une pâte dense et nourrissante à base de semoule de manioc cuite et longuement malaxée, accompagné de sauce gombo ou arachide. Cette région est connue pour ses ignames et son sorgho, Lafidi .

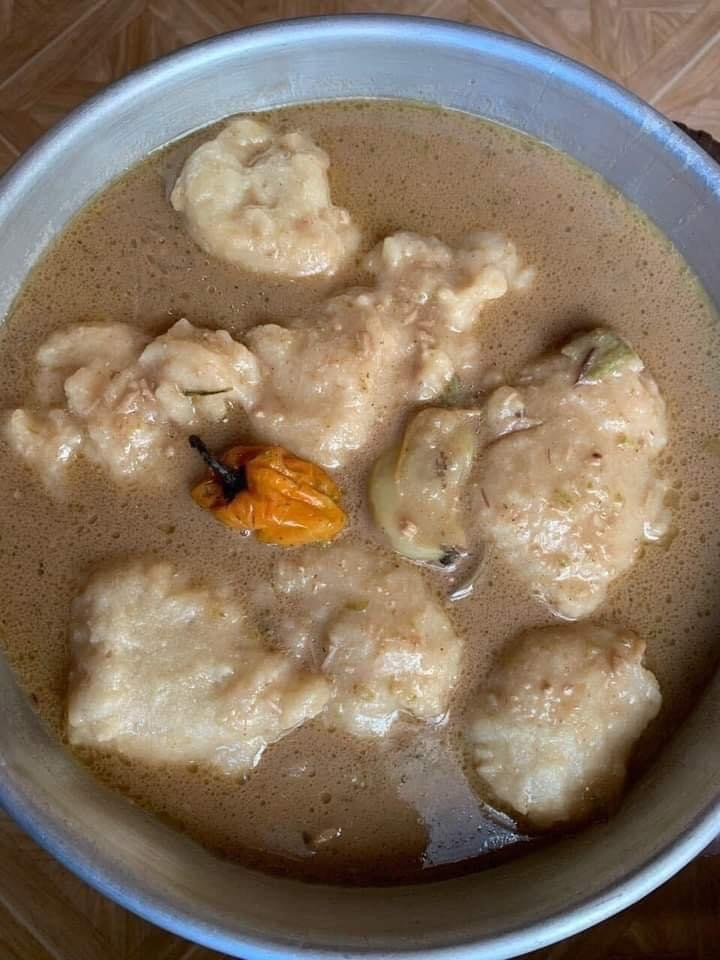
le To

## Guinée forestière
La Guinée forestière, fief des bananes plantins communément appelée aloco, est connue pour sa sauce tonboh ou tobogui, une recette à base d’aubergines et d'huile rouge.

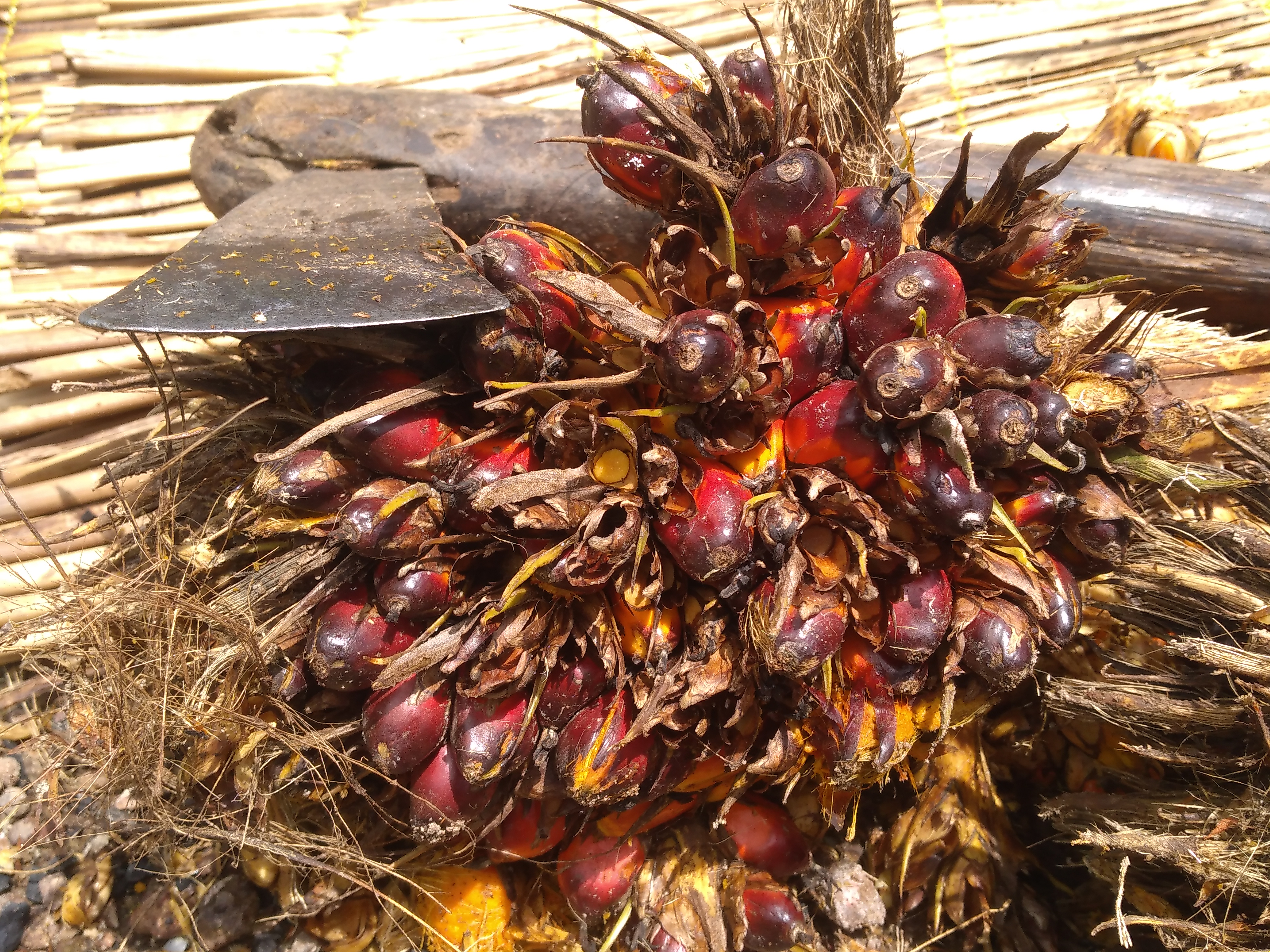
Tougui
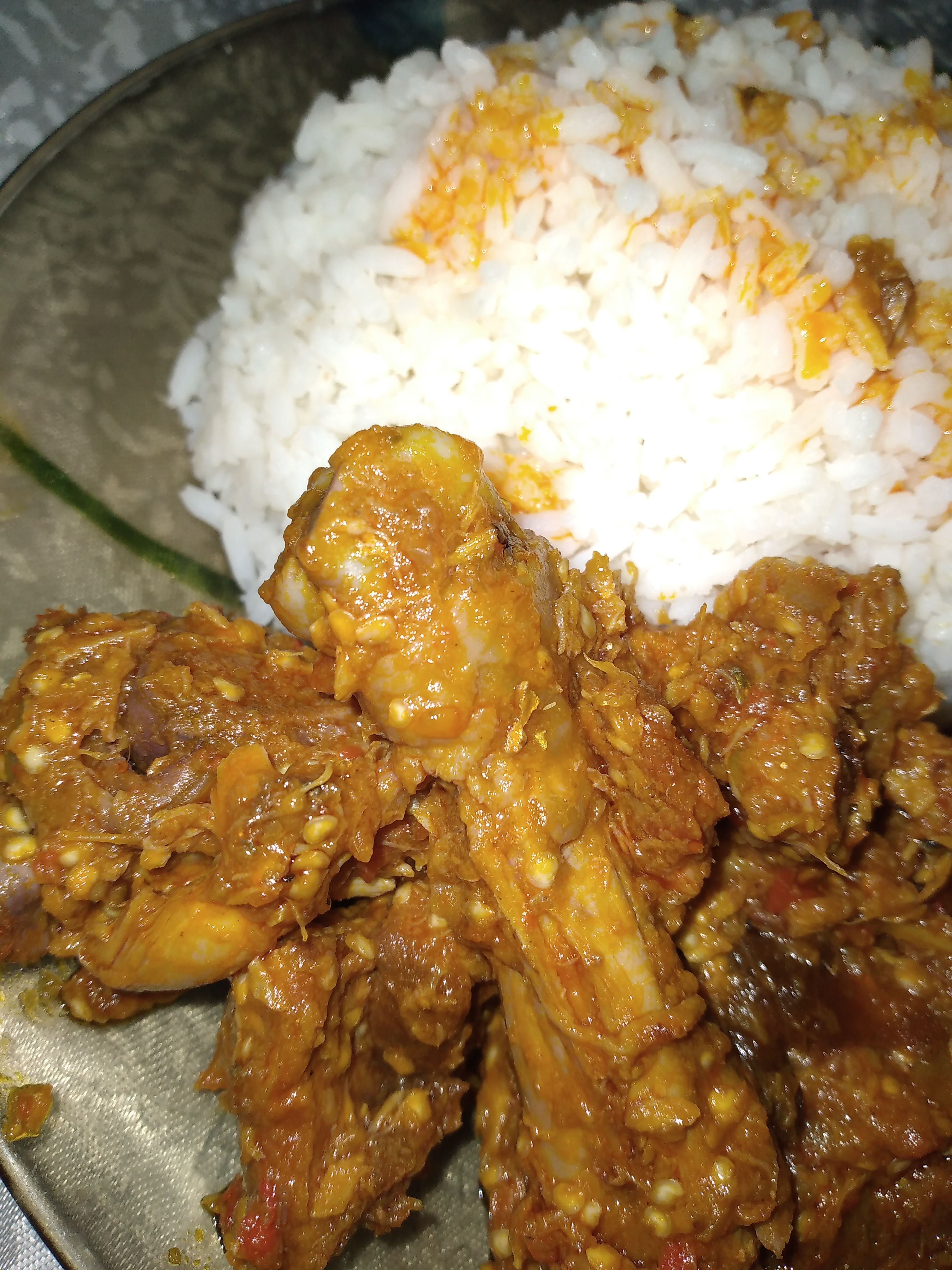
tobogui ou tonbo
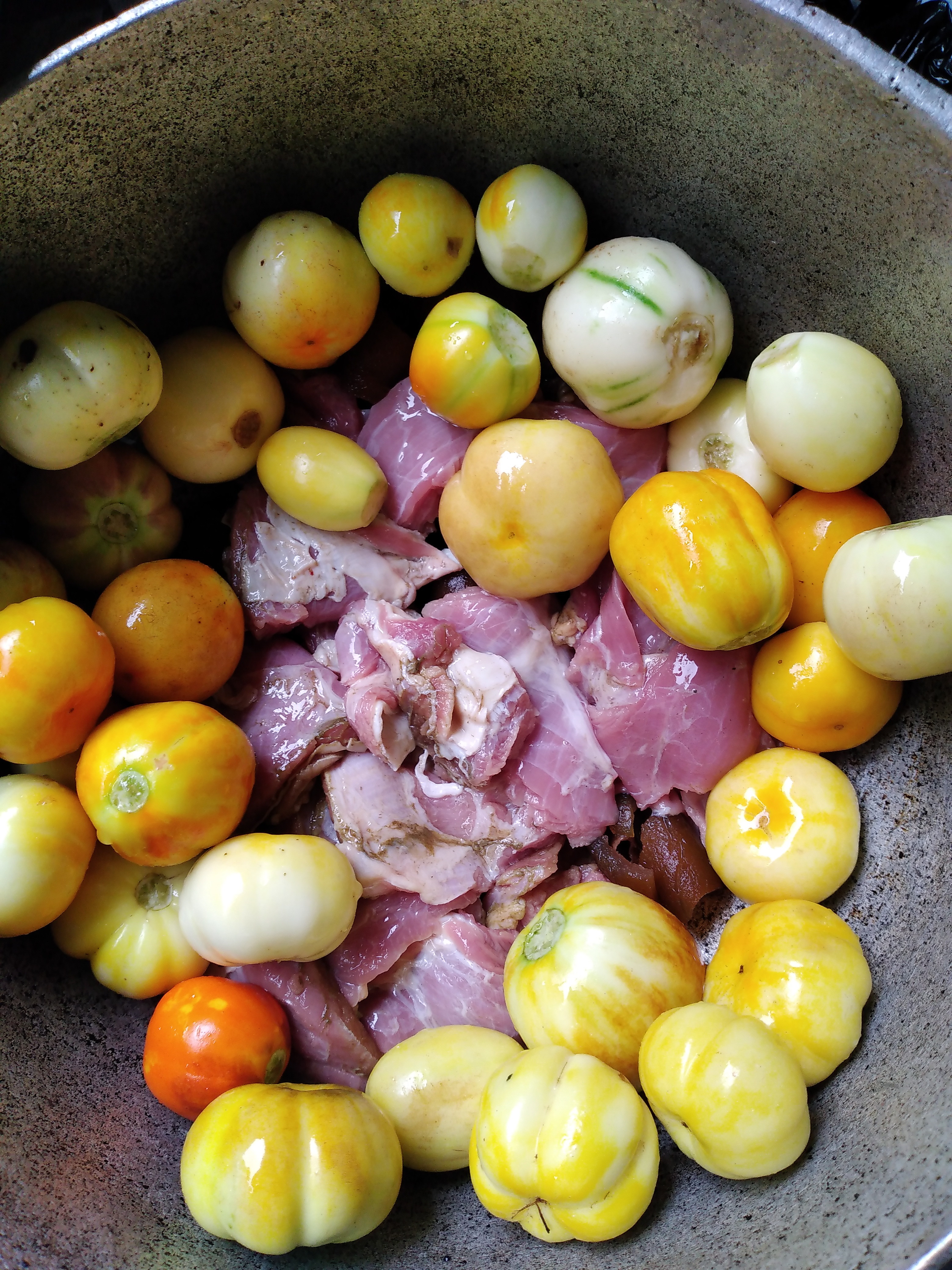
Préparation du Tobogui ou tonbo

## Quelques galettes de la Guinée

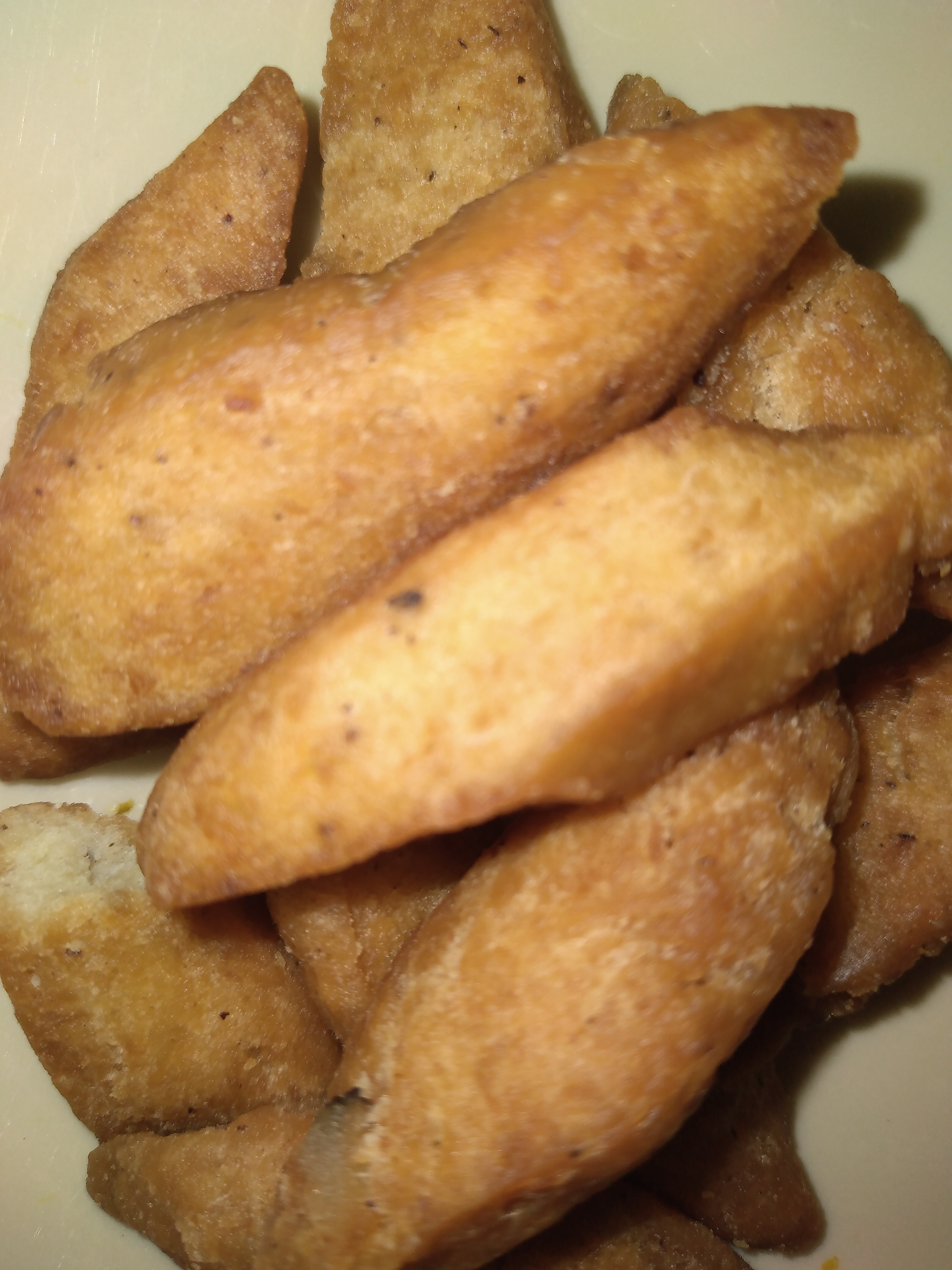
Coco gâteau
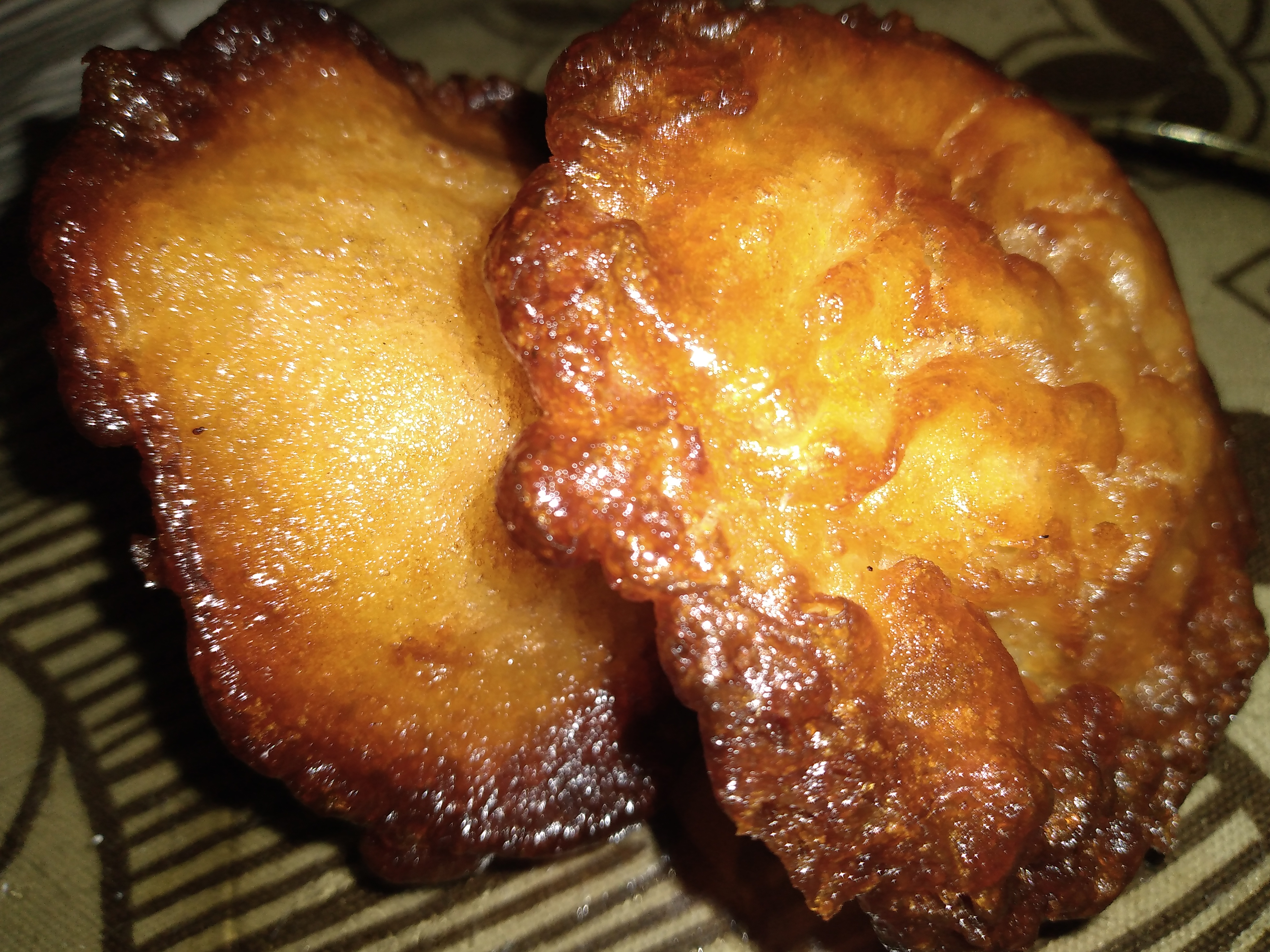
Malé gâteau
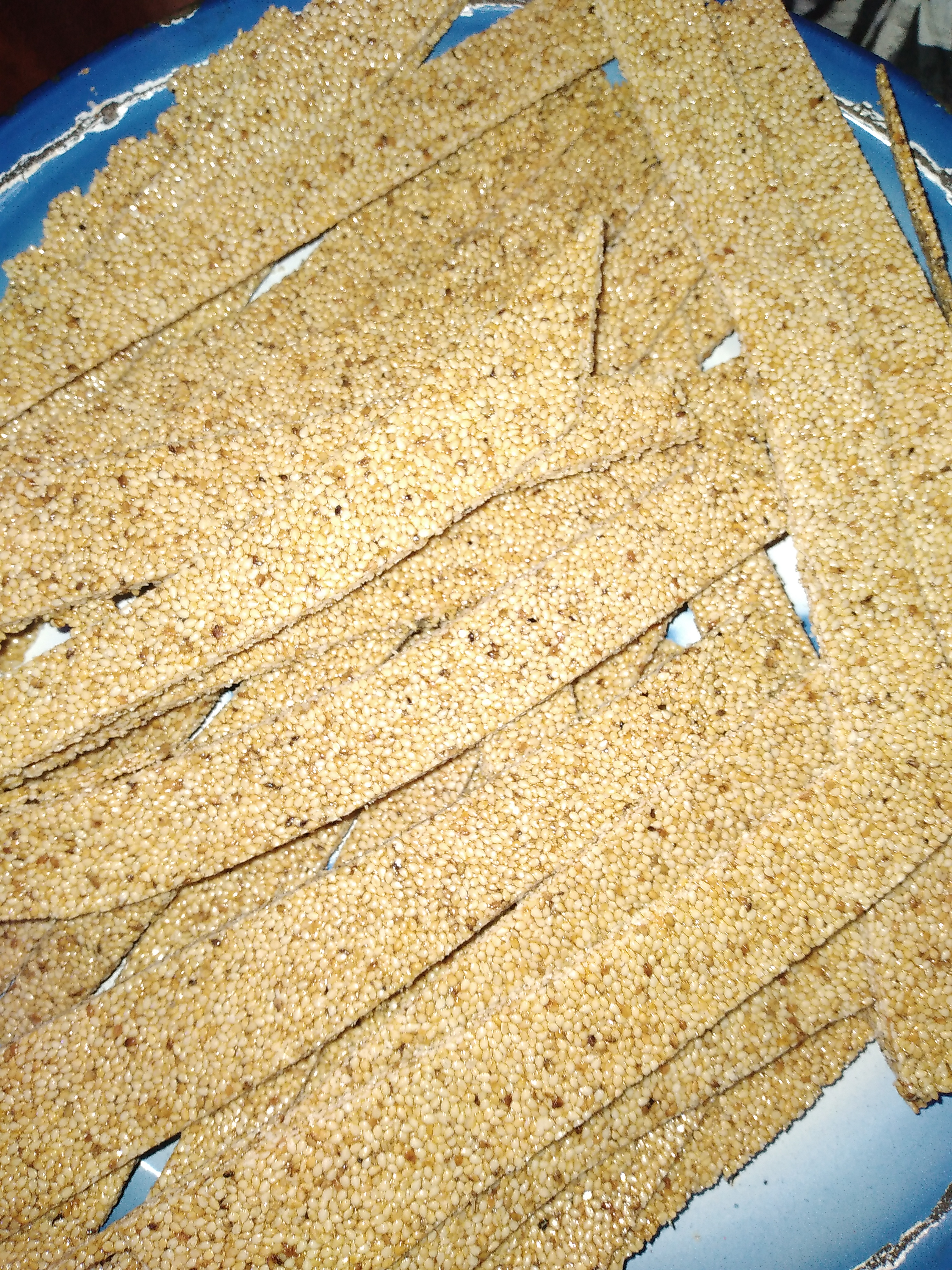
Diguiyangni gâteau
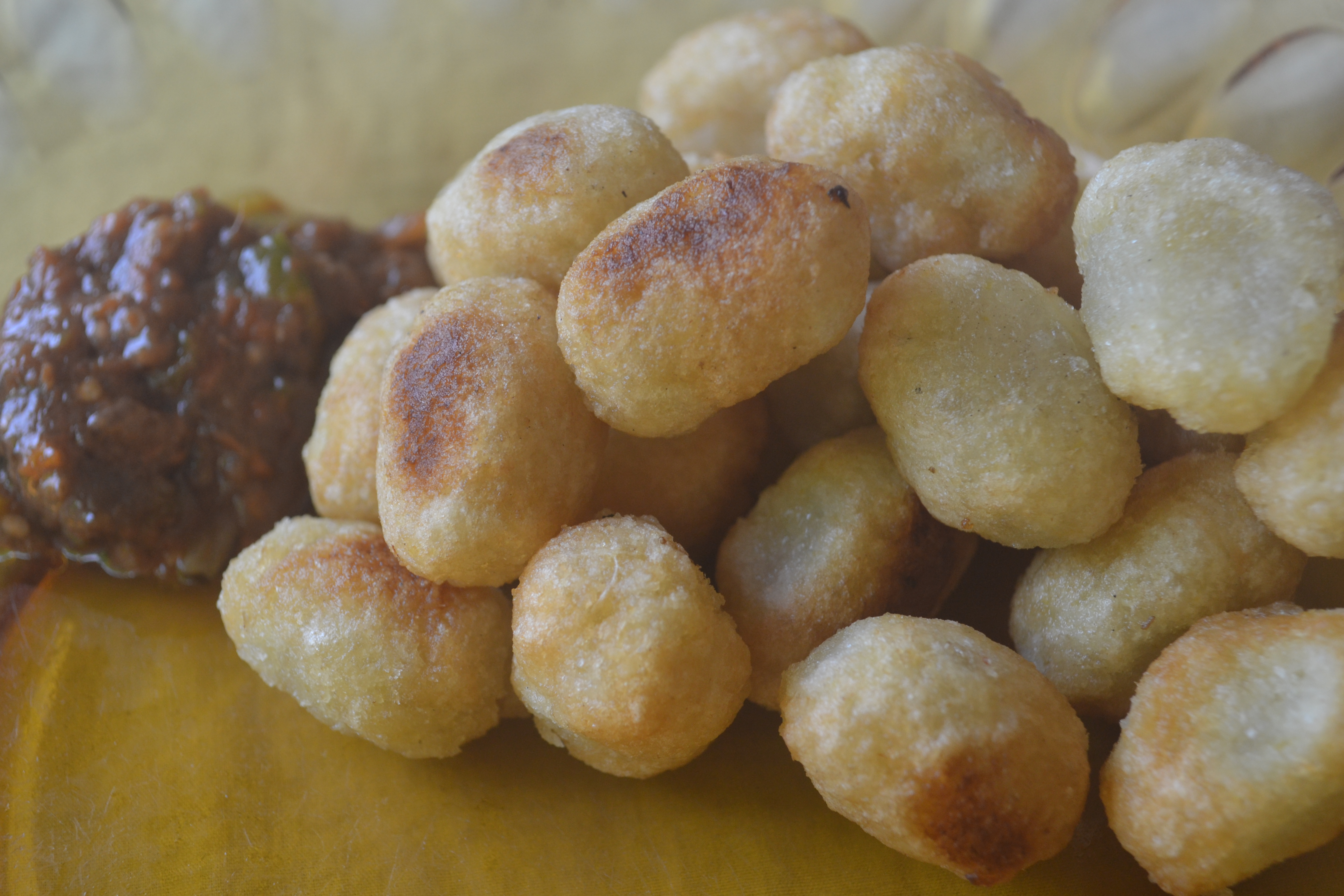
Houti
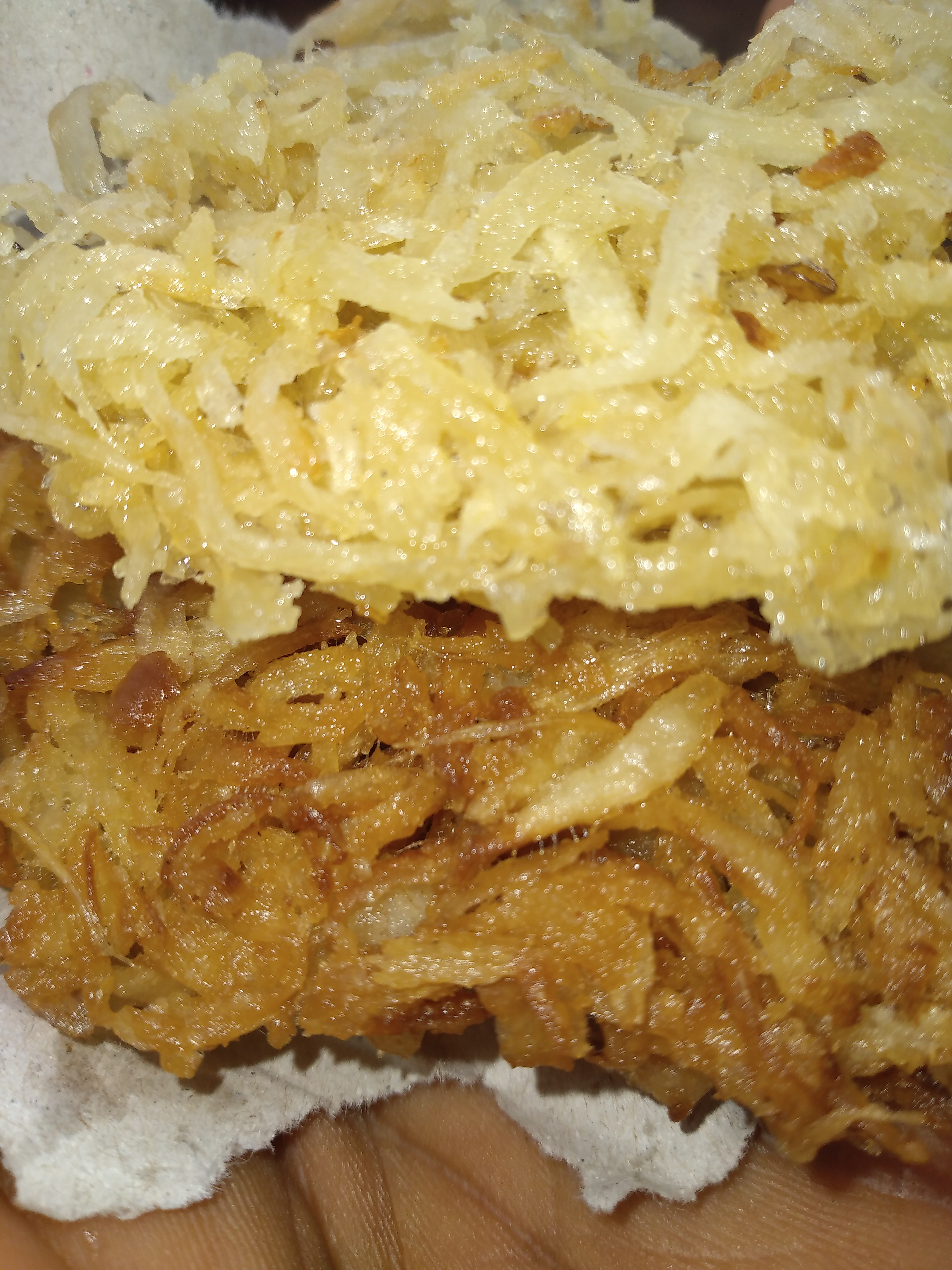
Yoka gâteau
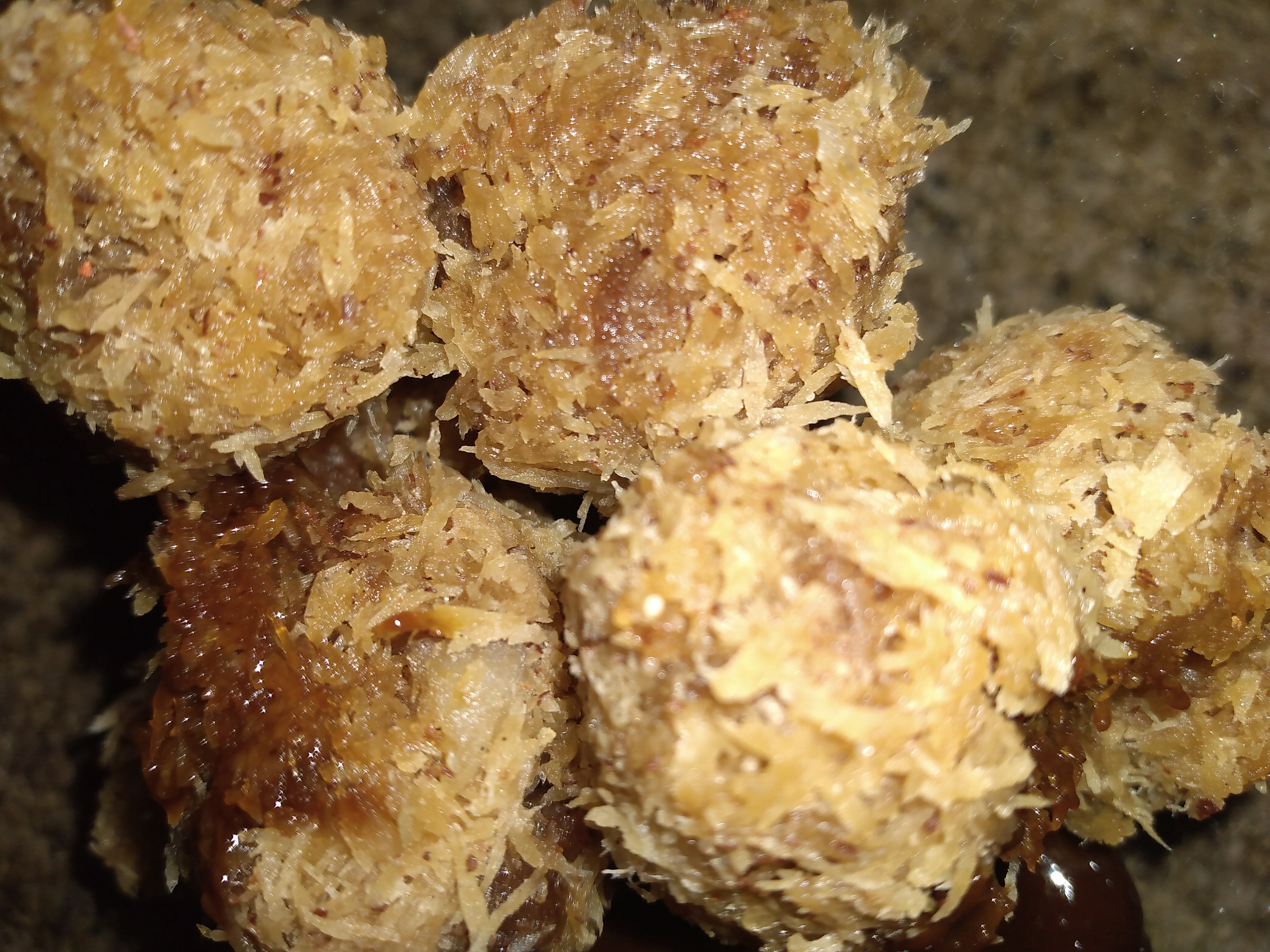
Coco gâteau
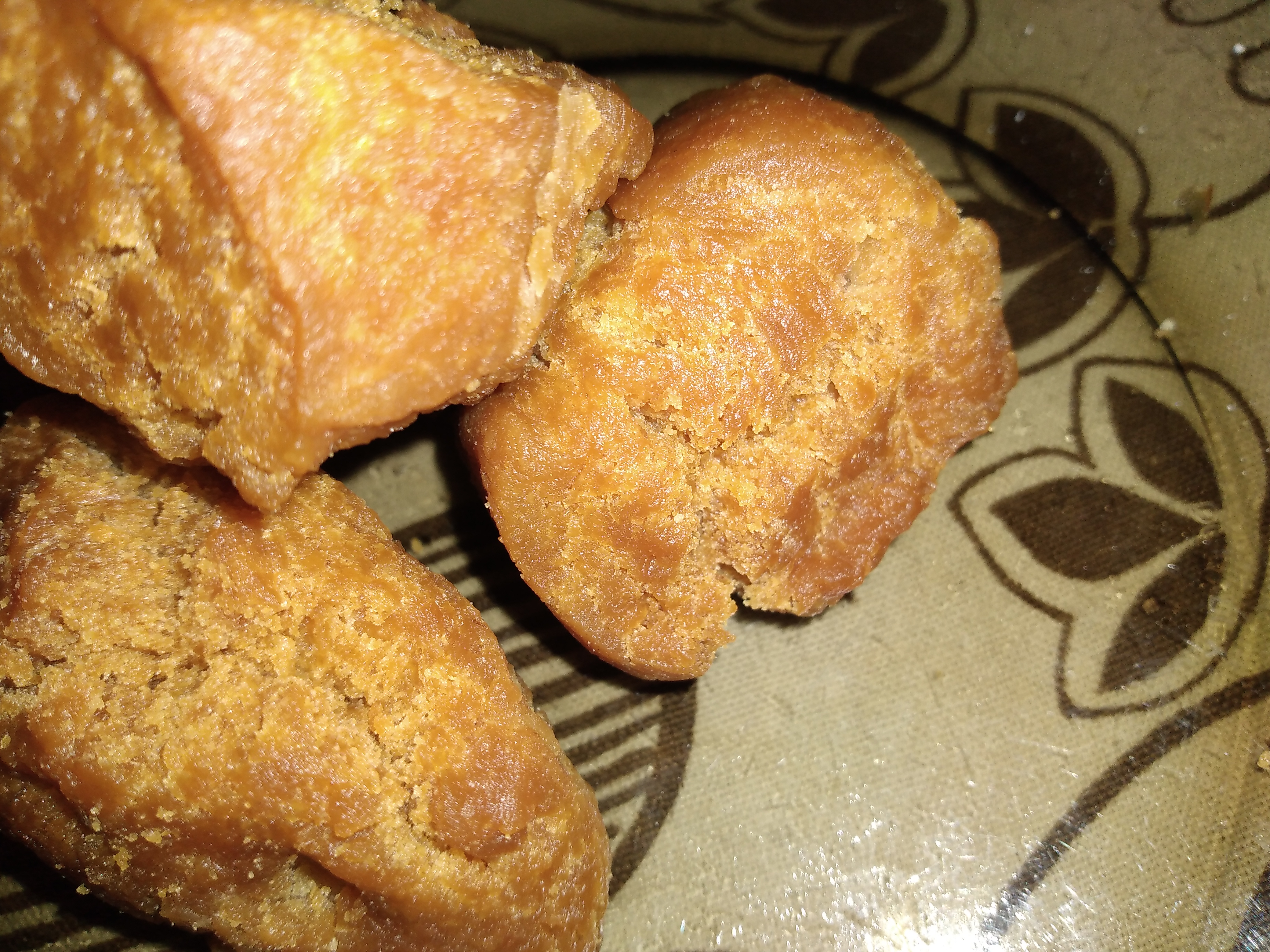
Gâteau sec
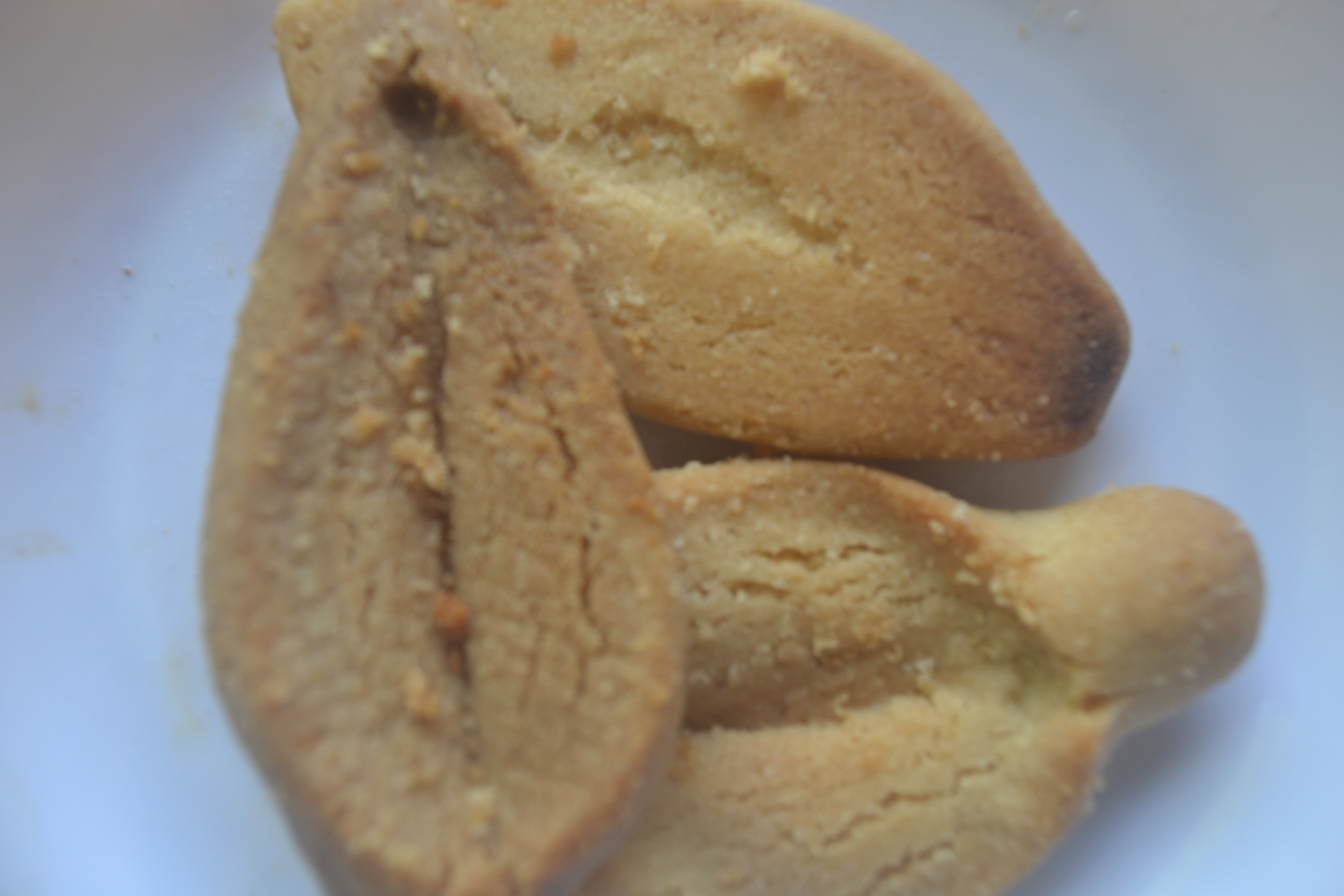
Chauffeur fahai

## Quelques spécialités
- sauce de feuilles de patate douce (wouré burakhè)
- sauce de feuilles de manioc
- sauce de poisson fumé (soupou konkoé)

- sauce de gombo
- sauce d'arachide
- sauce de viande de bœuf (soupou tehou)
- riz au gras
- couscous de fonio
- kétoun ou ragoût de tubercules
- lait caillé (kössan)
- jus de bissap
- djindjan ou jus de gingembre
- beignet africain
- sauce de poisson-chat fumé aux légumes (konkoé touré gbéli)
- fonio à la peuhle (foutti fognè)
- yétissé
- cabissé (dessert)
- Bontai